# Inhumate
Inhumate — французская дэтграйнд группа, образованная в 1990 году. На создание группы и подобной музыки Фреда Антона, который в обычной жизни работает преподавателем, вдохновили представители старой школы дэт-метала, такие как Pestilence и Obituary. Свою музыкальную деятельность группа начинала с тяжеловесного медленного дэт-метала, впоследствии добавив в свою музыку значительную часть грайнда. Некоторые считают группу культовой и ведущей экстремальной группой Франции. Группа помогает другим неподписанным на лейблы группам в продвижении их музыки, а также организует музыкальные фестивали соответствующей направленности.

## История
Музыкальный коллектив Inhumate был образован в 1990 году Фредом Антоном и первоначально двигался в направлении дэт-метала.

## Тематика лирики
Концепция каждого из альбомов группы посвящена определённому периоду жизни человека и направлена на то, чтобы показать, что жизнь человека никогда не кончается, а продолжается через ребёнка. По словам басиста Фреда Кантона эта концепция должна сложиться в семиальбомную серию. Таким образом, концепция первого альбома Internal Life посвящена жизни ребёнка в утробе матери. Концепция второго — Ex-Pulsion — моменту рождения. Третий — Growth — посвящён юношеским и отроческим годам жизни человека. Дальше последует «Maturity» «The Fifth Season», «Death» и «Eternal Life». Последний альбом закончит жизнь человека на планете Земля и откроет путь для человечества в бесконечность.
В подавляющем большинстве своём лирика музыкальных композиций группы носит серьёзный характер, хотя также присутствуют композиции с весёлыми текстами.

## Состав

### Настоящий состав
- Christophe — вокал
- Damien — гитара
- Фред Антон — бас
- Yannick — ударные

### Бывшие участники
- Olivier — вокал
- Stephane — ударные
- Valentin — ударные
- Sebastien — вокал
- David — гитара, вокал (1990—2006)

## Дискография
- 1993 — Abstract Suffering (демо)
- 1995 — Funeral March / Inhumate (сплит с Funeral March)
- 1995 — Grind Your Soul (демо)
- 1996 — Promo-Tape 1996 (демо)
- 1996 — Internal Life
- 1997 — Ex-Pulsion
- 1998 — Slaughter of Innocence (сплит с Disembowel)
- 1999 — Sanguinary / Inhumate (сплит с Sanquinary)
- 2000 — Growth
- 2001 — The Restricted Cerebral Capacity / Missed Ex-pulsion (сплит с Alienation Mental)
- 2003 — Fetus Included (сплит с Vaginal Incest)
- 2004 — Life
- 2007 — At War With Inhumate (DVD)
- 2008 — Depression / Inhumate (сплит с Depression)
- 2009 — 5th Season Grind Your Soul Production